# Lưu Trấn Vũ
Lưu Trấn Vũ (tiếng Trung: 刘镇武; sinh tháng 8 năm 1945) là Thượng tướng Quân Giải phóng Nhân dân Trung Quốc (PLA). Ông từng là Tư lệnh đầu tiên của Đơn vị đồn trú PLA tại Hồng Kông và sau đó giữ chức vụ Phó Tư lệnh, Tư lệnh Quân khu Quảng Châu và Phó Tổng Tham mưu trưởng Quân Giải phóng Nhân dân Trung Quốc.

## Tiểu sử
Lưu Trấn Vũ sinh tháng 8 năm 1945 tại huyện Nam, tỉnh Hồ Nam. Tháng 7 năm 1961, ông nhập ngũ vào PLA, phục vụ ở Trung đoàn 370, Sư đoàn 124 thuộc Quân đoàn 42 (từ năm 1985, cải tổ lại thành Tập đoàn quân 42). Tháng 6 năm 1964, ông gia nhập Đảng Cộng sản Trung Quốc.
Bắt đầu với vai trò một chiến sĩ bình thường, Lưu Trấn Vũ đã thăng tiến qua các cấp bậc của Quân đoàn 42, trở thành Tham mưu trưởng vào tháng 8 năm 1983. Năm 1987, ông đã học khoa học quân sự tại Đại học Quốc phòng PLA. Tháng 12 năm 1989, ông trở thành Phó Tư lệnh Tập đoàn quân 42 và đến tháng 7 năm 1992, ông được bổ nhiệm giữ chức vụ Tư lệnh Tập đoàn quân 42. Tháng 7 năm 1990, ông được thăng quân hàm Thiếu tướng.
Năm 1994, khi Đơn vị đồn trú PLA tại Hồng Kông được hình thành để chuẩn bị cho việc chuyển giao chủ quyền đối với Hồng Kông, Lưu Trấn Vũ được bổ nhiệm làm Tư lệnh đầu tiên. Trong tư cách này, ông tham quan các căn cứ và cơ sở quân sự của Hồng Kông vào tháng 7 năm 1996, đi cùng với Thiếu tướng Bryan Dutton, chỉ huy sắp thôi việc của các lực lượng Anh Quốc hải ngoại tại Hồng Kông. Ngay sau khi bàn giao Hồng Kông từ Anh sang Trung Quốc ngày 1 tháng 7 năm 1997, Lưu Trấn Vũ được thăng quân hàm Trung tướng vào cuối tháng, ở cấp cao hơn những người tiền nhiệm người Anh. Ông chỉ huy khoảng 15.000 binh sĩ trong đơn vị đồn trú, hầu hết trong số đó là người có căn cứ ở bên kia biên giới tại Trung Quốc đại lục. Tháng 9 năm 1997, ông trở thành Ủy viên dự khuyết Ban Chấp hành Trung ương Đảng Cộng sản Trung Quốc khóa XV.
Tháng 3 năm 1999, Lưu Trấn Vũ trở thành Phó Tư lệnh Quân khu Quảng Châu, giám sát đơn vị đồn trú PLA tại Hồng Kông. Tháng 1 năm 2002, ông được bổ nhiệm giữ chức vụ Tư lệnh Quân khu Quảng Châu và đến tháng 11 năm 2002, ông được bầu làm Ủy viên chính thức Ban Chấp hành Trung ương Đảng Cộng sản Trung Quốc khóa XVI. Tháng 6 năm 2004, ông được thăng quân hàm Thượng tướng.
Tháng 6 năm 2007, Lưu Trấn Vũ được chuyển đến Bắc Kinh làm Phó Tổng Tham mưu trưởng Quân Giải phóng Nhân dân Trung Quốc, một chức vụ ông giữ cho đến tháng 7 năm 2009. Ông đã nghỉ hưu khỏi sự nghiệp quân sự của mình và được bổ nhiệm vào tháng 2 năm 2010 với tư cách là Phó Chủ nhiệm Ủy ban Ngoại sự của Đại hội đại biểu Nhân dân toàn quốc khóa XI (2008-2013) (tức Quốc hội Trung Quốc).